# كارل هيدغدورن
كارل هيدغدورن (بالألمانية: Karl Hagedorn)‏ هو رسام وأستاذ جامعي ألماني، ولد في 1922 في Güntersberge ‏ في ألمانيا، وتوفي في 2005 في فيلادلفيا في الولايات المتحدة.